# Transportul feroviar în Rusia

Cele mai importante linii de cale ferată din Federația Rusă

Transportul feroviar din Rusia a fost considerat o minune economică a secolului XIX, XX si XXI. Ca lungime totală, căile ferate rusești sunt pe locul al doilea la nivel global după cele din Statele Unite ale Americii. Ca volum de marfă transportată, căile ferate rusești sunt pe locul al treilea după Statele Unite și China. Ca densitate totală a operațiunilor feroviare (aici măsura standard este (transport de marfă tone-km + pasager-km) / lungimea de cale ferată)) Rusia este pe locul al doilea după China.

## Vezi și
- Transportul feroviar după țară